# Recreatieplas Cattenbroek
Recreatieplas Cattenbroek is een meer in de Nederlandse gemeente Woerden. De plas bestaat feitelijk uit twee delen, waarvan het noordoostelijke deel de natuurplas Breeveld voor watervogels is, en de grote plas voor recreatie is bedoeld. Deze twee plassen worden gescheiden door een houtwal, de Potterskade.
De recreatieplas is voor het publiek geopend op 18 juni 2010. Vanwege te steile kadewanden is anno 2012 de recreatieplas voor een groot deel afgesloten, omdat de zandkant kan afkalven. Wel is er een strandje waar gezwommen kan worden.

## Geschiedenis
De plas is ontstaan door zandwinning voor de wijk Snel en Polanen, en later ook voor Waterrijk en Leidse Rijn. Deze zandwinning werd in 2012 gestopt, omdat de gemeente Woerden het gebied voor recreatie in gebruik wilde nemen. Dit was de meest westelijk gelegen industriezandwinning van Nederland, die in 1994 werd begonnen.
De naam is verkregen door de naastgelegen Cattenbroekerdijk, die Woerden verbindt met Montfoort aan de westzijde.
In 2013 is een wandelpad rond de recreatieplas aangelegd, met een lengte van vier kilometer. Hierdoor is het mogelijk helemaal rond de plas te lopen. Omdat niet alles geasfalteerd is, is dit niet geschikt voor mensen op skeelers.

## Ligging
De plas ligt aan de noordzijde van de A12, en ten zuiden en deels oosten van de wijk Waterrijk.
Het afgesloten zwemgedeelte is maximaal 1,40 m diep, en bereikbaar vanaf de Zeeweg. Buiten het zwemgedeelte is de plas tot 34 meter diep.

## Activiteiten
Surfers, zeilers en andere watersporters maken volop gebruik van de recreatieplas. Varen met een motorbootje is toegestaan, maar alleen met een elektromotor, om zo de waterkwaliteit en veiligheid te borgen. Vliegeren of kitesurfen is verboden, vanwege de hoogspanningslijn aan de oostkant van de plas. Dat het gebied een aantrekkingskracht op watersporters heeft, blijkt wel uit de komst van Waterportvereniging Woerden naar de recreatieplas. Sinds 2014 heeft de vereniging een tijdelijke locatie bij het strand, in afwachting van een definitieve inpassing op het recreatie-eiland. In 2020 zijn er wederom plannen om de omgeving van de plas uit te baten, maar deze plannen zijn nog steeds alleen op papier.